# Renaud de Beaune
Pour les articles homonymes, voir Beaune.
Pour les autres membres de la famille, voir Famille de Beaune.
Pour le peintre, voir Renaud Archambault de Beaune.
Renaud de Beaune de Semblançay, né à Tours le 12 août 1527 et mort à Paris le 27 septembre 1606, était un ecclésiastique catholique français qui fut évêque de Mende et archevêque de Bourges et de Sens.
Il fut aussi un homme politique connu pour avoir manifesté sa fidélité au roi durant les épisodes de la Ligue. Il soutint Henri IV et fut nommé par lui Grand aumônier de France à partir de 1591.

## Biographie
Petit-fils de Jacques de Beaune, il est le fils de Guillaume, baron de Semblançay, maire de Tours, et de Bonne Cottereau, dame de Maintenon, et le frère de Martin, évêque du Puy.
En 1567, il remplace Nicolas Dangu à la tête de l'Abbaye de Juilly.
En 1568 il devient évêque de Mende en Gévaudan, puis en 1581 il devient archevêque de Bourges. Il conserve cependant la tête de l'évêché de Mende jusqu'en 1585. En 1589, il prononce l'Oraison funèbre de Catherine de Médicis (imprimée aussitôt chez Jamet Mettayer). Trois ans plus tard, en 1591, il est sacré Grand aumônier de France par le roi Henri IV. En 1593, il participe à la Conférence de Suresnes du côté des royalistes.
Le 25 juillet 1593, à Saint-Denis, Renaud de Beaune, alors archevêque de Bourges, reçoit l'abjuration de Henri de Navarre qui doit se convertir au catholicisme pour faire valoir ses droits sur la couronne française. Originaire du Béarn, Henri IV était protestant.
Le 27 février 1594, Henri de Navarre est sacré roi de France à l'église de Chartres par Nicolas de Thou. Le souverain prend le nom d'Henri IV. La cérémonie n'a pu se dérouler à Reims car la ville appartient aux ennemis des Bourbons, les Guise.
Henri IV place Renaud de Beaune à la tête de l'archevêché de Sens en 1595, mais son ordination n'est validée par le Pape qu'en 1602, date à laquelle il prit possession dans l'église  Saint-Gatien de Tours, ne pouvant pas approcher de Molesme à cause des guerres civiles de son Abbaye Notre-Dame de Molesme en qualité d'abbé. Il devint archevêque de Sens et mourut en 1606. Son frère Martin est évêque du Puy.

## Armoiries
De gueules au chevron d'argent accompagné de trois besants d'or.

### Source
: document utilisé comme source pour la rédaction de cet article.
- Chalmel, Histoire de Touraine (Paris, 1828), IV, 29-32
- Gautier in Grande Encyc., V, 1054.
- Michel Popoff et préface d'Hervé Pinoteau, Armorial de l'Ordre du Saint-Esprit : d'après l'œuvre du père Anselme et ses continuateurs, Paris, Le Léopard d'or, 1996, 204 p. (ISBN 2-86377-140-X) ;